# Myristica kajewskii
Myristica kajewskii är en tvåhjärtbladig växtart. Myristica kajewskii ingår i släktet Myristica och familjen Myristicaceae.

## Underarter
Arten delas in i följande underarter:
- M. k. kajewskii
- M. k. robusta